# Michaelskapelle (Frankenbrunn)

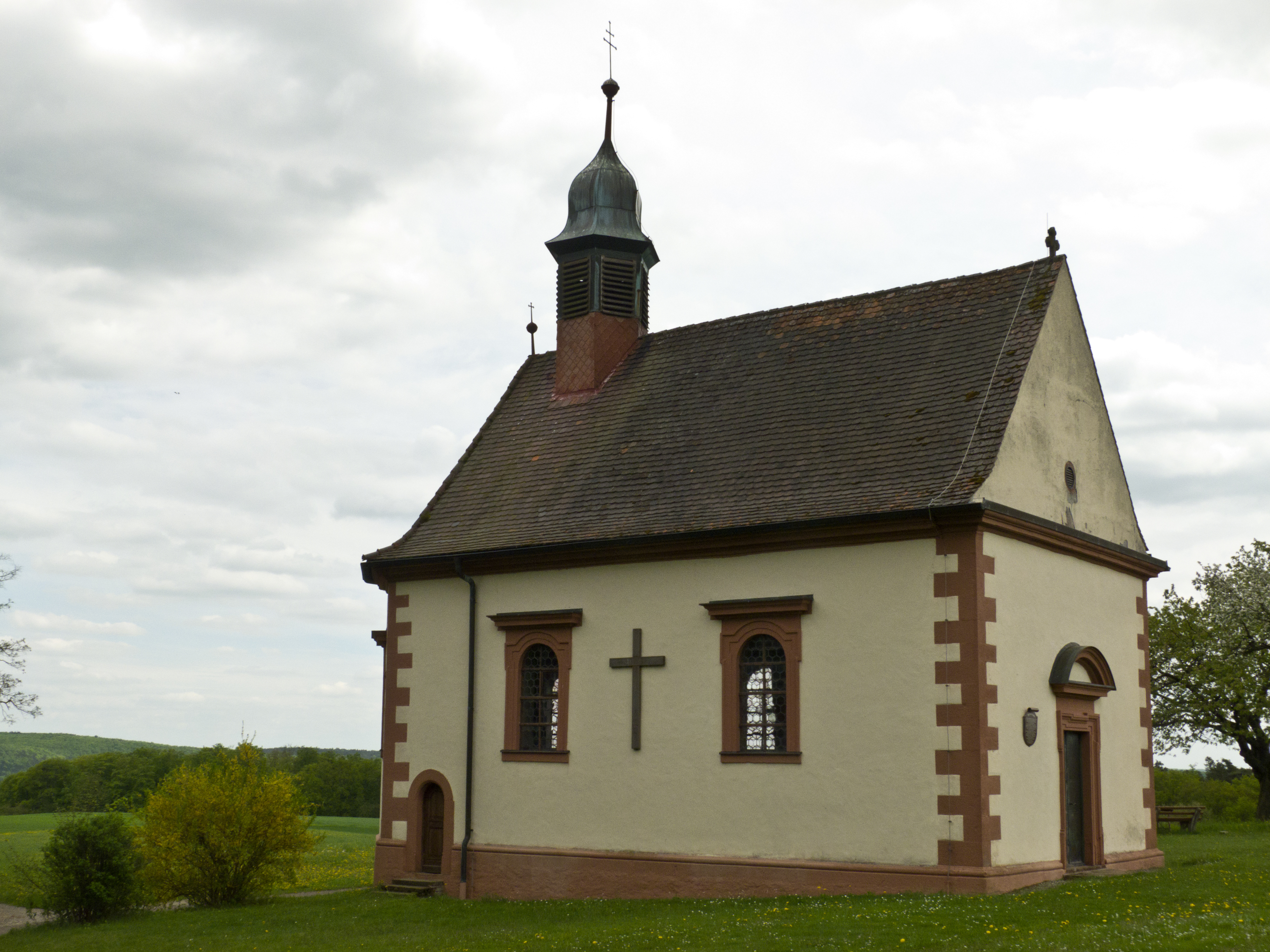
Michaelskapelle bei Frankenbrunn

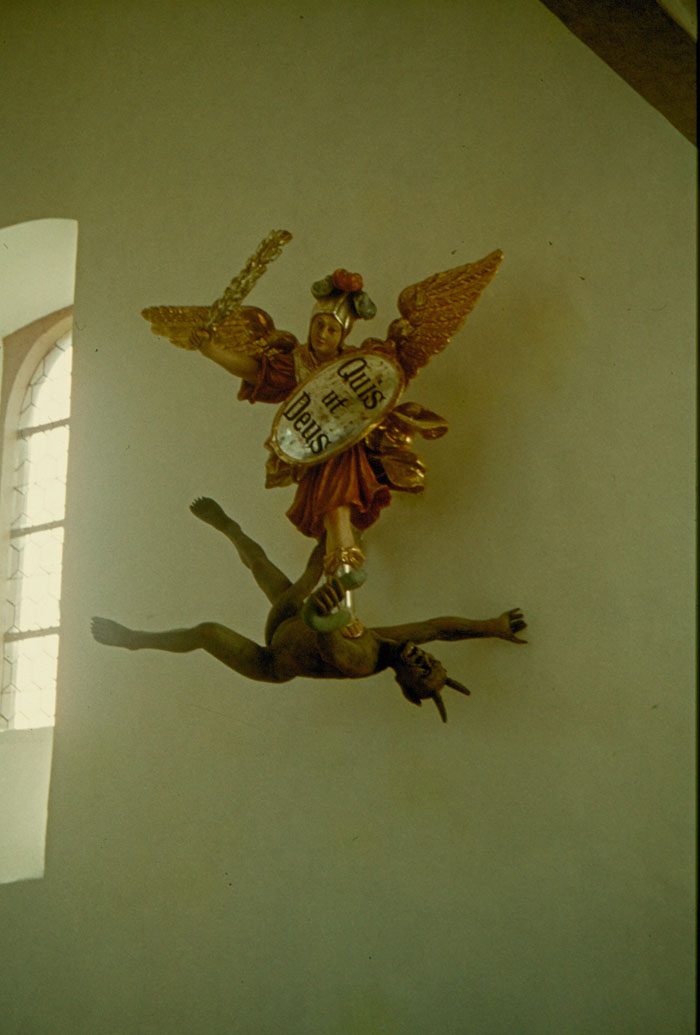
Erzengel Michael Wer ist wie Gott

Die Michaelskapelle befindet sich auf der dem Büchelberg vorgelagerten Hallstatter Höhe bei Frankenbrunn, einem Ortsteil des in Unterfranken gelegenen Marktes Oberthulba.
Die Kapelle gehört zu den Baudenkmälern von Frankenbrunn und ist unter der Nummer D-6-72-139-18 in der Bayerischen Denkmalliste registriert. An der Michaelskapelle führt der Fränkische Marienweg vorbei.

## Geschichte
Nach einer Inschrift auf einem alten Bildstock von 1695 habe die Geschichte der Andacht begonnen, als der Hammelburger Gerhard Mohr aufgrund eines Traums den Bildstock im Gebüsch fand und wieder aufrichten ließ, weil dort Gott durch Wallfahrten verherrlicht sein sollte. Es wird von Wunderheilungen in der Folge berichtet. Vor Zeiten habe ein gottloser Jäger nach Sonne, Mond und diesem Bildstock einen Freischuss getan und dabei das blecherne Bildnis durchschossen, worauf dieses geblutet habe und das sei nach dessen Wiederauffinden noch sichtbar gewesen. Das Bild samt dem Jäger sei verschwunden und wurde darauf durch ein geschnitztes Schweißtuch der Veronika mit den erlittenen Plessuren ersetzt.
1709 erhielt der Konvertit Josef Groß aus Bensheim die Erlaubnis auf der Hallstatter Höhe eine Einsiedelei (Eremitarium) zu gründen. Er lebte in einer einfachen Hütte unterhalb des Hügels.
Die 1718 gebaute und am 26. Mai 1722 durch Propst Franz von Calenberg (1721–1732) benedizierte Kapelle wurde dem Erzengel Michael geweiht. Der Erbauer Josef Groß verstarb schon 1723 und wurde neben dem Altar beigesetzt. Die Inschrift auf der Grabplatte in lateinischer Sprache lautet: ANNO 1723 DIE 28. FEBRUARY SEPULTUS EST VENERANDUS IN XTO FRAT. JOSEPHUS GROS EX PENSHEIM M ORD S FANC TERT EREMITA SACELLI OPERARIs AETAT 38. PROFES 12. Propst Mauritius von Westphalen (1710–1721) besetzte 1719 die Einsiedelei mit Bruder Hilarion Balling aus Müdesheim bei Arnstein (Unterfranken) der nach dem Tod des Josef Gros die Kapelle übernahm. Er starb am 24. Juli 1784 und wurde in Thulba begraben. Um 1757 stieß noch ein weiterer Einsiedler, Arsenius Fritz aus Großlangheim, dazu. Er übersiedelte 1772 nach einem Streit als Bruder Georg nach Oberthulba. Seit 1784 ist die Klause unbesetzt und blieb dem Verfall übergeben.

## Gebäude
Die Michaelskapelle ist ein kleiner, massiver Saalbau mit oktogonalem Chor, mit Satteldach und Dachreiter. Die Eingangspforte trägt die Jahreszahl 1718, des Baujahrs und eine kleine Pforte an der Nordfassade führt direkt zum Altarraum. Am Altar sind Maria, Franziskus und Antonius von Padua dargestellt. Weiter waren Fragmente des Bildstocks, Votivtafeln und Skulpturen der schmerzhaften Muttergottes, des Heiligen Josef und des Michael an den Wänden aufgehängt, die jedoch nach Einbruchsversuchen in Frankenbrunn aufbewahrt werden. An den Wallfahrtstagen wird das kleine Glöckchen im Dachreiter von Hand mit dem Glockenseil geläutet.
Das Einsiedlerhaus mit seiner Schindelverkleidung wurde in neuerer Zeit wieder instand gesetzt.

## Wallfahrten
In früheren Zeiten hielt der Pfarrer von Thulba dreimal jährlich dort Gottesdienst, nämlich an den Wallfahrtstagen am 6. Mai, am Fest Michaeli Erscheinung am 8. Mai sowie am Schutzengelfest. Dazu zogen jeweils aus den umliegenden Orten Hetzlos, Frankenbrunn, dem Pfarrdorf Thulba und Obererthal Prozessionen dorthin. Noch heute wird die Tradition der Wallfahrten zum Kirchle gepflegt.